# Mariano Ferrer
Mariano Ferrer Ruiz (San Sebastián, Guipúzcoa, 11 de septiembre de 1939-14 de julio de 2019) fue un periodista y locutor radiofónico español. Fue uno de los creadores y director del diario Egin.

## Biografía
Realizó estudios en el seminario sacerdotal e ingresó en la orden de los jesuitas. Se trasladó a Madrid, donde realizó los estudios de periodismo, que él mismo calificaba de «un periodismo bastante triste», que siguió en la Universidad de Siracusa en los Estados Unidos. La estancia en el país norteamericano, en abierto contraste con la realidad española, hundida en la dictadura y el fervor religioso, le proporcionó un conocimiento de la libertad que le guiaría en toda su carrera profesional.
En 1971 volvió a San Sebastián y empezó a trabajar en Radio Popular de San Sebastián, vinculada con la Compañía de Jesús, como subdirector, relación que mantendría hasta su jubilación en 2004.
En aquellos primeros tiempos, en los primeros años de la década de 1970, el control de los medios de comunicación por parte de las autoridades del gobierno de Franco impedía que se emitieran noticias (la única emisora de radio que tenía autorización para realizar informativos era Radio Nacional de España). Ferrer ideó un programa informativo que funcionaba como una revista de prensa en el cual se leían las noticias que traían los periódicos, realizando análisis y comentarios críticos sobre las mismas. Muchas veces tuvo que desistir de hacerlo al prohibírsele también esas lecturas. Esto le convirtió en un referente de la libertad de expresión radiofónica en el País Vasco.
Este programa se mantuvo durante treinta años, hasta su jubilación, con el nombre de El quiosco de la Rosi, en referencia al quiosco de vecindad en donde adquiría los periódicos, con un gran éxito de audiencia (en el ámbito del País Vasco y más concretamente en Guipúzcoa).

## Su equilibrio político
Mariano Ferrer fue uno de los periodistas más populares y profesionalmente mejor considerados del País Vasco. Desde 1971 realizó un programa informativo matinal en la emisora de radio Radio Popular de San Sebastián, actualmente Herri Irratia. Mantuvo una postura crítica e independiente en lo que se ha dado en llamar el conflicto vasco.
Ya en los años 70 Ferrer se convirtió en un referente periodístico en el País Vasco y en un respetado comentarista político. Destaca en su actividad periodística un alto grado de independencia política, aunque sus críticos lo consideraban escorado hacia la izquierda abertzale. Sin embargo ha sido un periodista muy crítico con este movimiento político y especialmente con la actividad de ETA.
Mariano Ferrer fue uno de los promotores y el primer director del periódico Egin, cuyo primer número apareció publicado en septiembre de 1977. Egin nació por suscripción popular y con la vocación de dar voz a la población vasca de izquierdas y nacionalista vasca, que no se veía identificada en ninguno de los medios de prensa escrita existentes en la época. Sin embargo a los pocos años de su creación Ferrer abandonó el periódico disconforme con la línea política que este estaba tomando, cada vez más afín a Herri Batasuna, debido al progresivo cambio en el accionariado de la empresa editora. Ferrer colaboró también con otros medios de prensa escrita con artículos de opinión. Es destacable su aportación como columnista del diario El Mundo, en el que colaboró a finales de los años 1990 y principios del 2000.
Es una de las personas que aparecen entrevistadas en el polémico documental La pelota vasca, la piel contra la piedra, del director Julio Médem, rodado en 2003.
Desde su jubilación colaboró en diversos medios del País Vasco, de radio, prensa y televisión, como comentarista político, así como moderando mesas de debate en diversos foros (por ejemplo la Mesa de Reflexión Plural de Elkarri).
Es destacable su labor como portavoz de la Plataforma 18/98+, plataforma de ciudadanos que se opone al macrosumario 18/98, instruido por la Audiencia Nacional. Este sumario trata de vincular las actividades de empresas y diversas organizaciones políticas y sociales abertzales del País Vasco con la actividad de ETA, considerando dichas organizaciones a través de diferentes tesis como cómplices, colaboradoras o pertenecientes a ETA. La Plataforma 18/98+ considera esa tesis inverosímil e inaceptable y entiende que se están criminalizando meras actividades sociales y políticas, es decir, persiguiendo la ideología.
Durante su jubilación publicó dos libros: Derechos, libertades y razón de Estado (1996-2005) (2005), sobre los procesos judiciales que se han llevado contra la izquierda abertzale, como el macrosumario 18/98, coescrito junto con otros autores; y una recopilación de artículos de opinión titulada Mariano Ferrer, lo que dije y digo, publicado en 2011.